# Советский (аэропорт)
Советский — аэропорт возле одноимённого города в Ханты-Мансийском автономном округе России. Был открыт в 1968 году. Контрольная точка аэродрома находится от города Советский на расстоянии 4,8 км. Основным эксплуатантом является «Газпромавиа». На аэродроме на постоянной основе базируются вертолеты Ми-8, Л-410 и Як-40 а/к «Газпромавиа». На базе аэропорта проводятся все формы ремонта вертолетов «Ми-8». 

## Принимаемые типы воздушных судов
Российского и советского производства:
Ан-2, Ан-28, Ан-24, Ан-26, Ан-30, Ан-32, Як-40, Sukhoi Superjet 100, Ан-148, Ан-158, Ил-76, Ил-114, Ту-204, Ту-214, Ту-334, Ту-154, Ту-134, Як-42Д и другие среднемагистральные самолёты.
Прочие: 
ATR 42, ATR 72, Airbus A318, Airbus A319, Airbus A320, Airbus A321, BAe 146, Boeing 737-300, Boeing 737-400, Boeing 737-500, Boeing 737-800, Boeing 757-200, Boeing 767-300ER, CRJ-200, CRJ-700, CRJ-1000, Embraer 120, Embraer 145, Embraer E-Jets, Saab 2000, Saab 340 и другие среднемагистральные и дальнемагистральные самолёты. 

## Показатели деятельности
| год             | 2014  | 2015  | 2016  | 2017  |
| тыс. пассажиров | 63,78 | 60,00 | 58,91 | 48,34 |
| Источники:      |       |       |       |       |